# Wąsosz (gmina Fałków)
Wąsosz – wieś w Polsce, położona w województwie świętokrzyskim, w powiecie koneckim, w gminie Fałków.
W 2021 roku Wąsosz zamieszkiwały 153 osoby.
Przez wieś przebiega droga łącząca Czermno i Skotniki. Miejscowość leży wzdłuż dwóch krzyżujących się ulic.
We wsi znajduje się remiza Ochotniczej Straży Pożarnej.
W latach 1975–1998 miejscowość należała administracyjnie do województwa piotrkowskiego. Obecnie miejscowość ta graniczy w promieniu trzech kilometrów z województwem łódzkim.
Wierni Kościoła rzymskokatolickiego należą do parafii Nawiedzenia Najświętszej Maryi Panny i św. Mikołaja w Czermnie.